# 石橋建設工業 (福島県)
石橋建設工業株式会社（いしばしけんせつこうぎょう）は、福島県本宮市に本社を置く建設業。

## 沿革
- 1954年（昭和29年）8月 - 会社設立

## 事業所
本社
- 福島県本宮市高木字舟場22番地

大玉支店
- 福島県安達郡大玉村大山字狐森18番地

田村支店
- 福島県田村市船引字山ノ内149-1

二本松支店
- 福島県二本松市松岡267-1

## 関連会社
- 石橋産業開発
- 本宮自動車学校
- 田村自動車学校
- 本宮・田村自動車学校建機講習所
- 北郡山カントリークラブ